# Diahogna
Genre
Diahogna est un genre d'araignées aranéomorphes de la famille des Lycosidae.

## Distribution
Les espèces de ce genre se rencontrent en Australie et en Nouvelle-Calédonie.

## Liste des espèces
Selon World Spider Catalog (version 17.0, 04/04/2016) :
- Diahogna exculta (L. Koch, 1876)
- Diahogna hildegardae Framenau, 2006
- Diahogna martensi (Karsch, 1878)
- Diahogna pisauroides Framenau, 2006

## Publication originale
- Roewer, 1960 : Araneae Lycosaeformia II (Lycosidae). Exploration du Parc National de l'Upemba Mission G.F. de Witte, vol. 55, p. 519-1040.